# Acton Bjørn
Acton Bjørn (né le 23 septembre 1910 à Copenhague – mort le 20 juin 1992 à Charlottenlund) est un designer danois.

## Galerie

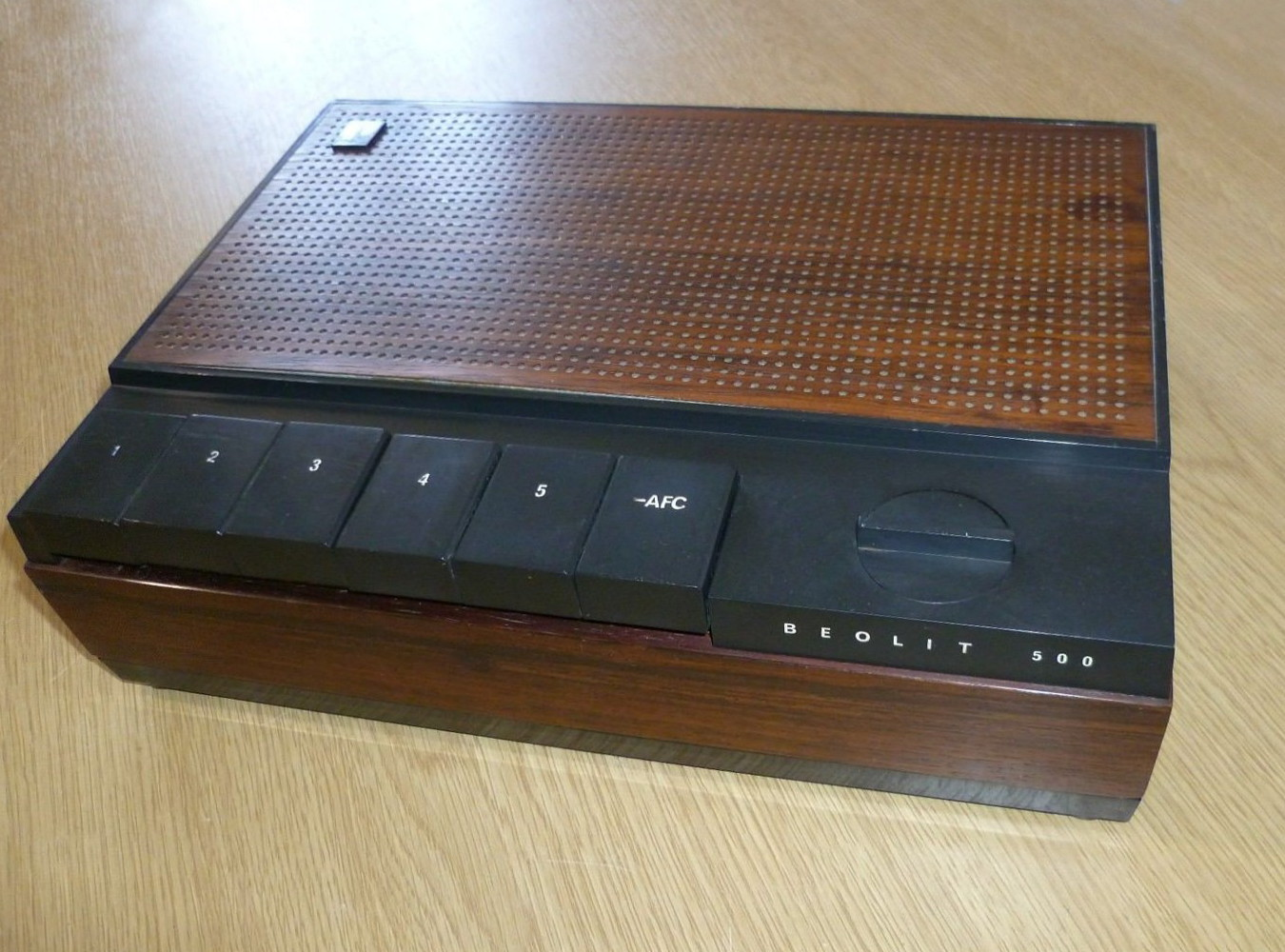
Beolit 500, radio transistor pour Bang & Olufsen 1965
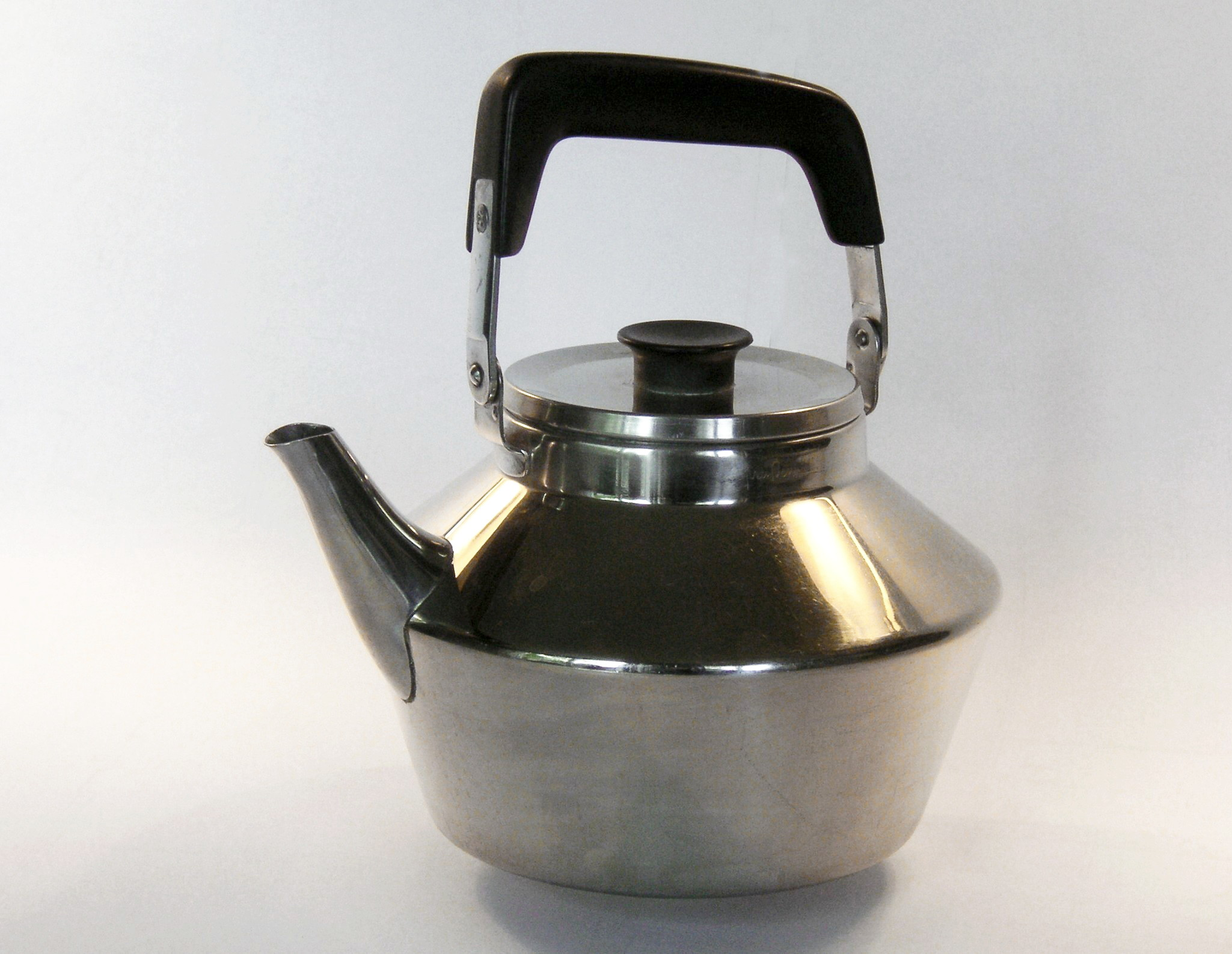
Bouilloire pour Modernum
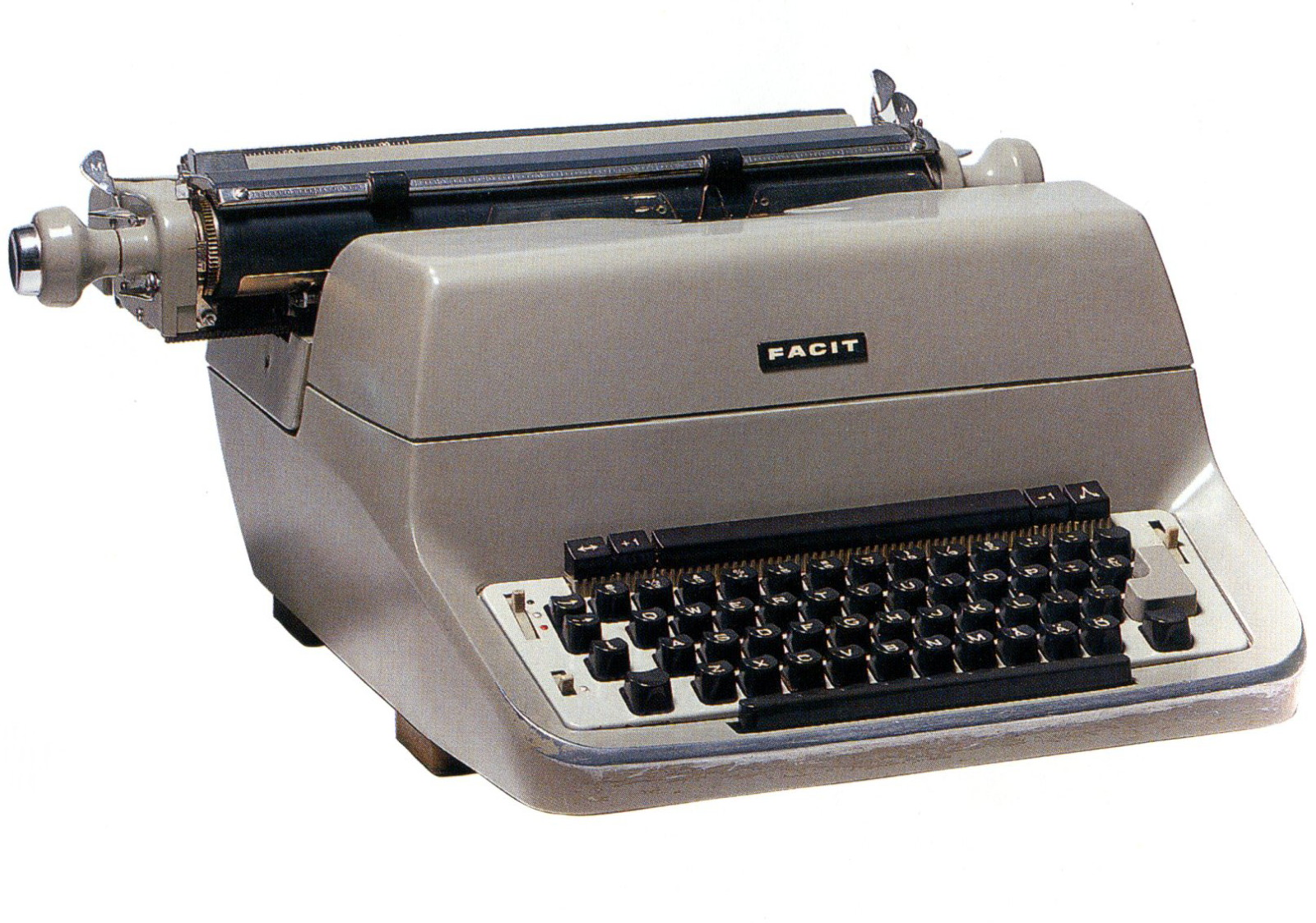
Machine à écrire pour FACIT 1958
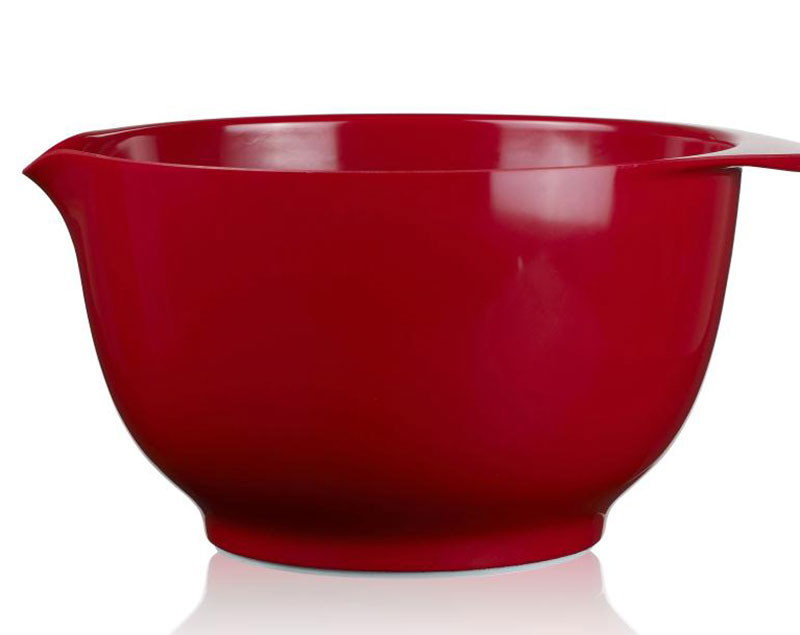
Bol de cuisson pour Rosti 1950